# Unió Catalanista
La Unió Catalanista fou un grup polític format a Barcelona el 1891 per la unió de sindicats i associacions catalanistes que es van posar en contacte arran de la resistència contra l'article 15 del Codi Civil espanyol que atemptava contra el Dret civil català.
Pretenia ésser un grup de pressió que aplegués tots els catalanistes independentment de la seva ideologia.

## Fundació
La Unió pretenia aplegar dos sectors molt diferenciats, el nacionalisme històric (al voltant de la revista La Renaixença) i el nacionalisme polític, representat per Enric Prat de la Riba. L'11 de maig de 1890 se celebraren les primeres reunions dels membres de la Lliga de Catalunya (Àngel Guimerà, Narcís Verdaguer i Callís, Joan Josep Permanyer i Ayats, Antoni de Paula Capmany i Josep Maria Valls i Vicens) per a redactar el Conveni d'Unió Catalanista. El projecte de reglament fou aprovat pels representants el 29 de juny del 1890.
El 22 de febrer de 1891 se celebrà la sessió constitutiva. Hi assistiren Joan Josep Permanyer i Ayats (Lliga de Catalunya), Enric Prat de la Riba (Centre Escolar Catalanista), Joaquim Vayreda i Vila (Centre Catalanista d'Olot), Pau Colomer (Centre Catalanista de Sabadell), Victòria Mas (de Sant Pol), Rafael Mir (de Sant Sadurní d'Anoia), Marià Vallès i Vallès (Lliga de Manresa), Joan Baptista Galí (Agrupació Catalanista de Terrassa), Antoni Aulèstia (de Capellades) i Josep Gatell (de Valls). S'hi nomenarà la primera junta permanent:
- President: Lluís Domènech i Montaner
- Tresorer: Pau Font de Rubinat
- Secretari: Enric Prat de la Riba
- Vocals: Joaquim Vayreda i Pau Colomer

El 15 de març es va constituir oficialment. Unió Catalanista era formada per tres òrgans:
- El Consell de Representants, constituït per un delegat de cadascuna de les corporacions adherides, que es reunia un cop l'any i n'escollia una junta permanent.
- L'Assemblea General de Delegats, escollits pel Consell de Representants, també es reunia un cop l'any a indrets diferents per a propagar el catalanisme.
- La Junta Permanent, que executava els acords presos.

La primera Junta Permanent encarregà Àngel Guimerà, Josep Coroleu, Ramón Picó i Campamar, Joan Josep Permanyer i Ayats i Antoni Aulèstia que redactessin les bases per a una futura constitució catalana.

## L'Assemblea de Manresa

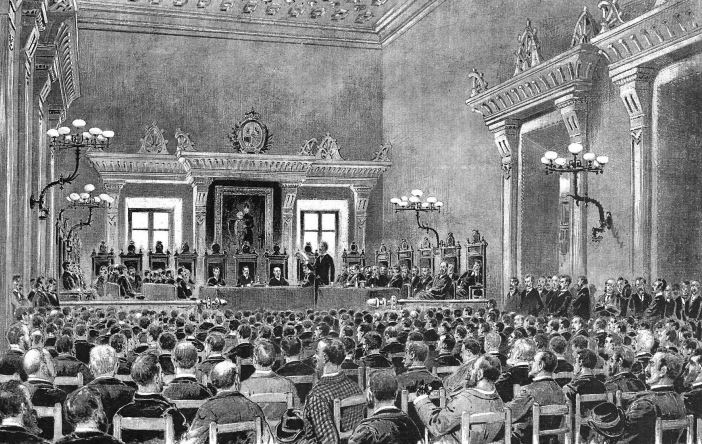
Assemblea de Manresa

Del 25 al 27 de març del 1892 va celebrar la Primera Assemblea a Manresa. Hi participaren un total de 243 delegats de 160 poblacions diferents. Eren 120 intel·lectuals, 42 advocats i notaris, 22 metges, 4 eclesiàstics, 10 escriptors, 15 apotecaris, 78 propietaris rurals, 22 industrials i fabricants, dos banquers i 12 comerciants (vegeu Delegats a l'Assemblea de Manresa). L'assemblea fou presidida per Lluís Domènech i Montaner, i els secretaris foren Enric Prat de la Riba i Josep Solé i Palet.
D'entrada rebutjaren qualsevol separatisme (eren més propers al regeneracionisme). Durant les sessions es discutiren les esmenes de les Bases de Manresa: s'aprovà gairebé tot el text malgrat les diferències entre els regionalistes i els nacionalistes que afloraren durant els debats. En aquest sentit, cal dir que Enric Prat de la Riba va presentar una proposta alternativa, que no fou acceptada, proposant de crear una Diputació General que funcionés com a Tribunal Constitucional. Va acabar la seva intervenció a advertint dels perills del parlamentarisme i advocant pel retorn de les antigues institucions que garantien la llibertat de Catalunya i que li havien estat arrabassades el 1714. Finalment, acordaren la celebració d'una segona assemblea a Reus i es va votar una nova junta permanent:
- President: Joan Josep Permanyer i Ayats
- Tresorer: Rafael Mir i Deàs
- Secretari: Manuel Folguera i Duran
- Vocals: Frederic Renyé i Viladot i Bonaventura Bassegoda i Amigó

Aquesta primera assemblea fou aplaudida pel gallec Manuel Murguía i els regionalistes bascs i navarresos. En canvi, fou molt criticada per L'Avenç i el Centre Català de Valentí Almirall, els quals no hi participaven.

## L'Assemblea de Reus

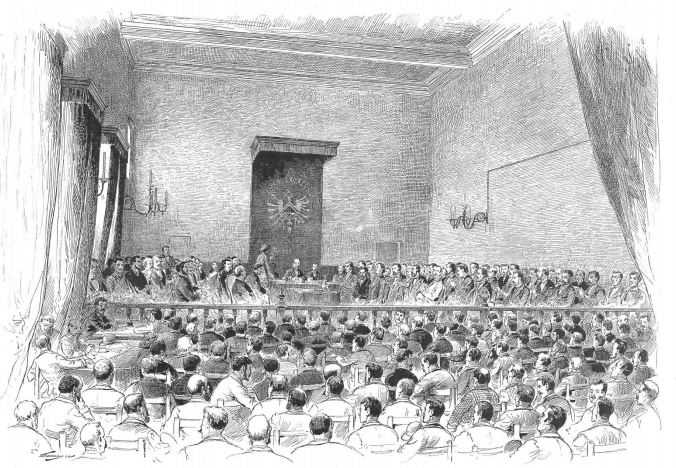
Assemblea de Reus

La Segona Assemblea es va celebrar el 28 i 29 de maig de 1893 a Reus, on hi participaren 264 delegats (d'ells 44 advocats i 16 metges) i es van completar les bases de 1892 en els temes referents a llengua, impremta, educació, eleccions i relacions internacionals. Proposaren fomentar l'ús quotidià i habitual del català, demanar-ne l'ensenyament i fomentar l'edició de llibres. També acordaren l'organització del catalanisme i mitjans per a dur a la pràctica els principis regionalistes, participant en la vida política activa i coordinar-se amb altres nacionalismes i regionalismes perifèrics. Es discutí si Unió Catalanista havia de convertir-se en partit polític i presentar-se a eleccions, però deixaren aquesta comesa a la Lliga Regionalista. Emili Saguer i Olivet proposà la creació d'un estat català. El 21 de desembre s'acordà celebrar una nova assemblea a Balaguer i votar una nova junta permanent que actuarà també com a comissió sobre la tributació a Catalunya:
- President: Àngel Guimerà
- Tresorer: Francesc Serés
- Secretari: Lluís Duran i Ventosa
- Vocals: Josep Viguer i Josep Cotels i Vieta

## Les Assemblees de Balaguer i Olot
El 13 i 14 de maig de 1894 se celebrà la Tercera Assemblea a Balaguer, on es tractà de tributació i indústria. Hi assistiren un centenar de representants. Pere Muntañola proposà diferenciar els termes estat i nació, reclamar que la contribució es basés en els ingressos i establir les bases per a la tributació a Catalunya segons els principis regionalistes, és a dir, autonomia fiscal, regeneració de l'administració pública, control fiscal pels gremis i el dret a establir impostos de tota mena. Pel desembre es votà una nova junta permanent per a convocar una nova assemblea a Olot:
- President: Joaquim Riera i Bertran
- Tresorer: Pere Secases
- Secretari: Bonaventura Bassegoda
- Vocals: Francesc Romaní i Puigdengolas i Ramon Gramunt
- Delegats: Pau Colomer i Oliver

El 29 i 30 de juny de 1895 la Quarta Assemblea a Olot, on tractaren d'urbanització, higiene i restauració de monuments, així com el catalanisme en les relacions públiques i les necessitats de Catalunya en les infraestructures de transport. Hi anaren 274 delegats. S'acorda publicar un document on es reclama l'establiment dels transports com a competència exclusiva de les regions, la protecció dels monuments, l'establiment d'un pla de carreteres i una proposta de Mancomunitat de Diputacions si no s'assoleix l'autogovern. El 1896 es vota una nova junta permanent:
- President: Antoni Suñol i Pla
- Tresorer: Emili Saguer i Olivet
- Secretari: Lluís Marsans i Sola
- Vocals: Joan Baptista Galí i Narcís Verdaguer i Callís

## Apoliticisme vs partidisme
El 1897 va modificar els estatuts i van entrar noves associacions, agrupacions, periòdics i particulars, i el 1898 van redactar un manifest contra la Guerra de Cuba, tot denunciant la imprevisió dels preparatius militars. També signaren un missatge de suport a la República de Transvaal, semblant als enviats a Irlanda (1886) i Finlàndia (1899), donant-los suport en la lluita per la independència, i que fou lliurat per Frederic Pujulà i Vallès a Paul Kruger a París el novembre de 1900.
EL 25 d'abril de 1897 celebraren l'Assemblea de Girona, amb la participació de 312 delegats i el suport del Centre Escolar Catalanista, l'Associació Popular Regionalista i el Centre Catalanista de Girona. Reben molt de suport i intenten organitzar una plataforma unitaria que agrupi tot el ventall catalanista, que criticà la política colonial per corrupta, ineficaç i centralista. El 5 de desembre és nomenada una nova junta permanent:
- President: Antoni Maria Gallissà i Soqué
- Tresorer: Enric Prat de la Riba
- Secretari: Jaume Maspons i Camarasa
- Vocals: Jaume Arús, Joan Millet i Antoni Utrillo

La direcció es dividia en dos sectors, un poc polititzat agrupat entorn de La Renaixença, i un altre mes polític encapçalat per Enric Prat de la Riba. El 20 de gener de 1898 redactaren un manifest de suport a l'associacionisme, i el 27 de març donaren suport la candidatura de Joan Josep Permanyer i Ayatsi el conegut soprano Andreu Roca i Llinars per Vilafranca del Penedès, que rebia el suport d'alguns federalistes. Però va fracassar per la imprevisió i la ingenüitat. Això accentuà les diferències entre La Nació Catalana, contraris a participar en política, i La Veu del Montserrat i Narcís Verdaguer i Callís, que si ho volien.
Simultàniament, el general Camilo García de Polavieja y del Castillo sondejà els catalanistes a la recerca de suport polític. Com a resposta, el 15 de setembre del 1898 la Unió li va enviar un manifest on li ofereixen suport a canvi de l'autonomia (Bases de Manresa) prevista en una Diputació General de Catalunya amb àmplies atribucions, fins i tot militars i de moneda. El general, en canvi, els ofereix només un concert econòmic, una diputació única, una reorganització municipal, ordenament jurídic català i competències per a organitzar l'ensenyament professional. El 15 d'octubre la Unió, presssionada per l'Associació Popular Regionalista, La Renaixença i altres grups, ho rebutja, cosa que provocarà enfrontaments entre els moderats de la Lliga de Catalunya i els radicals com Josep Maria Roca i Heras i Domènec Martí i Julià. Com a resultat, el 22 de novembre va dimitir la Junta Permanent i fou escollida una de nova formada per:
- President: Francesc Romaní i Puigdengolas
- Vicepresident: Josep Franquesa i Gomis
- Tresorer: Joaquim Botet i Sisó
- Secretari: Lluís Marsans i Sola
- Vocals: Joan Josep Permanyer i Ayats, Àngel Guimerà i Federic Renyé i Viladot

La nova junta va engegar una campanya en favor del concert econòmic, que va rebre el suport dels botiguers. El sector més polític es va separar de la Unió el 1899 i va formar el Centre Nacional Català sota la presidència de Narcís Verdaguer i Callís. El 12 de gener de 1900 ho va fer La Veu de Catalunya i la Lliga de Catalunya i el 7 d'octubre es va elegir una nova Junta Permanent:
- President: Josep Maria Roca i Heras
- Vicepresident: Marià Vayreda
- Secretari: Manuel Rocamora i Rivera
- Vocals: Agustí Gibert, Ernest Moliné i Brasés i Josep Mallofré

La Unió va fer llavors el 26 de maig de 1901 una Assemblea a Terrassa, en la que participaren 986 delegats, entre ells el Centre Catalanista de Santiago de Cuba i el periòdic Sempre Avant, Avant Sempre de Manila (Filipines), i que nomenà president Manuel Folguera i Duran, secretari Lluís Marsans i Sola i vocals Domènec Martí i Julià, Àngel Guimerà, Joan Josep Permanyer i Ayats, Marià Vayreda i Vila, Joaquim Riera i Bertran, Pau Sans i Guitart i Antoni Suñol i Pla. S'hi va decidir entrar en política i es va demanar el concert econòmic i el control dels serveis.
Tanmateix, els representants agrupats al voltant del diari La Veu de Catalunya abandonaren la Unió i es produí un fort distanciament entre radicals i pragmàtics. Manuel Folguera i Duran intentà reintegrar-los novament, però s'hi oposaren l'Associació Popular Regionalista, La Renaixença i la Lliga de Catalunya. El Centre va tenir un gran èxit a les eleccions del 1901 a les que van concórrer col·ligats amb la Unió Regionalista. El 15 de setembre de 1901 van convocar una manifestació d'entre 5.000 i 12.000 persones en suport als joves catalanistes detinguts l'onze de setembre.

## Crisi
Del 1900 al 1904 la Unió va entrar en crisi a causa del protagonisme pres pels diferents sectors. L'integrista (Guimerà, Permànyer, Aldavert) propugnava les Bases de Manresa com a texts irrenunciable, no volia participar en política ni presentar-se a eleccions. El sector renovador (Folguera, Roca) era partidari de pactar amb la Lliga de Catalunya i que en fos la seva veu política. Per aquest motiu la Unió restarà marginada de la direcció política del catalanisme, i es dedicarà a la propaganda, tot impulsant l'aplec del Pi de les Tres Branques i festes nacionals com el Corpus de Sang.
Un darrer intent es va produir després de les eleccions de novembre del 1901, quan la Lliga va posar Bartomeu Robert i Yarzábal en l'alcaldia de Barcelona. Arribaren a una entesa d'acció entre la Unió i la Lliga. El gener del 1902 Josep Maria Roca i Heras demanà formalment la Lliga que es reintegrés a la Unió Catalanista, però la mort del doctor Robert va fer que s'acabés l'entesa.
L'any 1900 la Unió Catalanista encunyà una sèrie de medalles amb el patrons monetaris de l'època, referent a la unificació monetària llatina, per a fer que circulessin.
El 1903 va assolir la presidència Domènec Martí i Julià que l'orientà cap a l'esquerra catalanista, però es produí la marxa de l'Associació Popular Regionalista. El gener del 1903 va promoure una candidatura electoral independent, però fou un fracàs. El 1904 van intentar reformar les bases de Manresa, però s'hi oposà fermament Frederic d'Uyà, membre de la Lliga de Catalunya, cosa que provocà tensions i enfrontaments. Amb tot, Martí va exercir la presidència entre els anys 1903 i 1916, quan va proposar la dissolució de la Unió que no fou acceptada. Arran del fracàs va deixar la presidència en mans d'una presidència interina i, finalment, l'any 1917 fou el doctor Joan Solé i Pla qui ocupà el càrrec fins a l'any 1921.
En l'escena internacional, van donar suport als aliats de la Primera Guerra Mundial arran de la declaració de guerra d'Àustria a Sèrbia.

## Epíleg: Partit polític
Des de llavors la Unió gairebé va desaparèixer, tot i que restà marginalment com a partit catalanista radical que fou desplaçat a poc a poc per Estat Català. El 1921 una delegació fou present a París en l'homenatge al soldat desconegut, per a homenatjar als Voluntaris Catalans en la Primera Guerra Mundial. El 1932, va obtenir un escó al Parlament de Catalunya el membre de l'entitat Joan Solé i Pla que es presentà en la coalició Esquerra Catalana liderada per ERC. Tot i que Solé es considerà sempre un diputat de la UC, rebé la desautorització de la direcció de la UC perquè no utilitzés la seva condició de membre destacat de la mateixa com a presentació electoral. Encara el 1933 la direcció d'UC hagué de reiterar que Solé no representava com a diputat aquesta organització.
La Unió Catalanista es va dissoldre definitivament en esclatar la guerra d'Espanya.

## Presidents
- Lluís Domènech i Montaner
- Joan Josep Permanyer i Ayats
- Àngel Guimerà i Jorge
- Antoni Maria Gallissà i Soqué
- Joaquim Riera i Bertran
- Francesc Romaní i Puigdengolas
- Manuel Folguera i Duran
- Pau Sans i Guitart
- Antoni Suñol i Pla
- Josep Maria Roca i Heras
- Domènec Martí i Julià
- Vicenç Albert Ballester i Camps

## Membres destacats
- Josep Reventós i Amiguet: representant a Sant Andreu de Palomar.
- Manuel Alcàntara i Gusart
- Trinitat Monegal i Nogués